# Lista de prêmios e indicações recebidos por Running Man
Esta é uma lista dos prêmios e indicações recebidos por Running Man, um programa de variedades sul-coreano, que estreou na SBS em 11 de julho de 2010. 
Até o ano de 2017, o programa possui 44 prêmios provenientes de 66 indicações.  

## Prêmios e indicações
| Ano  | Prêmio                   | Categoria                                           | Beneficiário(a)             | Resultado | Ref.          |
| ---- | ------------------------ | --------------------------------------------------- | --------------------------- | --------- | ------------- |
| 2010 | SBS Entertainment Awards | Prêmio de Nova Estrela de Variedade                 | Song Joong-ki               | Venceu    | [ 1 ]         |
| 2010 | SBS Entertainment Awards | Prêmio de Nova Estrela de Variedade                 | Gary                        | Venceu    | [ 1 ]         |
| 2010 | SBS Entertainment Awards | Prêmio de Nova Estrela de Variedade                 | Lee Kwang-soo               | Venceu    | [ 1 ]         |
| 2010 | SBS Entertainment Awards | Prêmio Especial de Variedade                        | Song Ji-hyo                 | Venceu    | [ 1 ]         |
| 2010 | SBS Entertainment Awards | Prêmio de Melhor Estrela da TV                      | Kim Jong-kook               | Venceu    | [ 1 ]         |
| 2010 | SBS Entertainment Awards | Prêmio de Programa Mais Popular pelo Internauta     | Running Man                 | Venceu    | [ 1 ]         |
| 2011 | Mnet 20's Choice Awards  | Estrela Quente de Variedade                         | Song Ji-hyo                 | Indicado  | [ 2 ]         |
| 2011 | SBS Entertainment Awards | Prêmio Novato: categoria variedade                  | Lee Kwang-soo               | Venceu    | [ 3 ]         |
| 2011 | SBS Entertainment Awards | Prêmio de Escritor para Transmissão                 | Park Hyun-sook              | Venceu    | [ 3 ]         |
| 2011 | SBS Entertainment Awards | Prêmio de Melhor Artista: categoria variedade       | Haha                        | Venceu    | [ 3 ]         |
| 2011 | SBS Entertainment Awards | Prêmio de Programa de Maior Destaque                | Running Man                 | Venceu    | [ 3 ]         |
| 2011 | SBS Entertainment Awards | Prêmio de Destaque: categoria variedade             | Kim Jong-kook               | Venceu    | [ 3 ]         |
| 2011 | SBS Entertainment Awards | Prêmio de Destaque: categoria variedade             | Song Ji-hyo                 | Venceu    | [ 3 ]         |
| 2011 | SBS Entertainment Awards | Prêmio Internauta de Popularidade                   | Song Ji-hyo                 | Indicado  | [ 3 ]         |
| 2011 | SBS Entertainment Awards | Prêmio Internauta de Popularidade                   | Yoo Jae-suk                 | Indicado  | [ 3 ]         |
| 2011 | SBS Entertainment Awards | Grande Prêmio (Daesang)                             | Yoo Jae-suk                 | Venceu    | [ 3 ]         |
| 2012 | Baeksang Arts Awards     | Melhor Artista Feminina                             | Song Ji-hyo                 | Indicado  |               |
| 2012 | SBS Entertainment Awards | Prêmio de Destaque: categoria variedade             | Gary                        | Venceu    | [ 4 ]         |
| 2012 | SBS Entertainment Awards | Prêmio de Destaque: categoria variedade             | Ji Suk-jin                  | Venceu    | [ 4 ]         |
| 2012 | SBS Entertainment Awards | Prêmio de Programa Mais Popular pelos Espectadores  | Running Man                 | Venceu    | [ 4 ]         |
| 2012 | SBS Entertainment Awards | Prêmio de Mais Popular pelos Espectadores           | Yoo Jae-suk                 | Venceu    | [ 4 ]         |
| 2012 | SBS Entertainment Awards | Grande Prêmio (Daesang)                             | Yoo Jae-suk                 | Venceu    | [ 4 ]         |
| 2013 | Baeksang Arts Awards     | Melhor Artista Feminina                             | Song Ji-hyo                 | Indicado  |               |
| 2013 | Baeksang Arts Awards     | Melhor Artista Masculino                            | Yoo Jae-suk                 | Indicado  |               |
| 2013 | Baeksang Arts Awards     | Grande Prêmio (Daesang)                             | Yoo Jae-suk                 | Venceu    | [ 5 ]         |
| 2013 | Baeksang Arts Awards     | Melhor Programa de Variedade                        | Running Man                 | Indicado  |               |
| 2013 | Yahoo! Asia Buzz Awards  | Apresentador Coreano Mais Carismático da Ásia       | Kim Jong-kook               | Venceu    |               |
| 2013 | NATE Awards              | Melhor Programa de Variedade                        | Running Man                 | Venceu    |               |
| 2013 | NATE Awards              | Melhor Casal                                        | Gary & Song Ji-hyo          | Venceu    |               |
| 2013 | SBS Entertainment Awards | Prêmio Friendship                                   | Lee Kwang-soo               | Venceu    | [ 6 ]         |
| 2013 | SBS Entertainment Awards | Prêmio de Melhor Casal                              | Ji Suk-jin & Lee Kwang-soo  | Indicado  | [ 6 ]         |
| 2013 | SBS Entertainment Awards | Prêmio de Melhor Casal                              | Gary & Song Ji-hyo          | Indicado  | [ 6 ]         |
| 2013 | SBS Entertainment Awards | Prêmio de Mais Popular pelos Espectadores           | Membros de Running Man      | Venceu    | [ 6 ]         |
| 2013 | SBS Entertainment Awards | Prêmio de Programa de Maior Destaque                | Running Man                 | Venceu    | [ 6 ]         |
| 2013 | SBS Entertainment Awards | Prêmio de Destaque Masculino                        | Haha                        | Venceu    | [ 6 ]         |
| 2013 | SBS Entertainment Awards | Prêmio de Destaque Masculino                        | Kim Jong-kook               | Venceu    | [ 6 ]         |
| 2013 | SBS Entertainment Awards | Prêmio de Maior Destaque Feminino                   | Song Ji-hyo                 | Venceu    | [ 6 ]         |
| 2013 | SBS Entertainment Awards | Grande Prêmio (Daesang)                             | Yoo Jae-suk                 | Indicado  | [ 6 ]         |
| 2014 | SBS Entertainment Awards | Prêmio escolha dos Espectadores                     | Yoo Jae-suk                 | Venceu    | [ 7 ]         |
| 2014 | SBS Entertainment Awards | Prêmio de Destaque: programas de variedade          | Lee Kwang-soo               | Venceu    | [ 7 ]         |
| 2014 | SBS Entertainment Awards | Prêmio de Maior Destaque: programas de variedade    | Kim Jong-kook               | Venceu    | [ 7 ]         |
| 2014 | SBS Entertainment Awards | Escolha do Espectador: Melhor Programa de Variedade | Running Man                 | Venceu    | [ 7 ]         |
| 2014 | SBS Entertainment Awards | Grande Prêmio (Daesang)                             | Yoo Jae-suk                 | Indicado  | [ 7 ]         |
| 2015 | 2014 Youku Night Awards  | Prêmio Espírito do Entretenimento                   | Running Man                 | Venceu    |               |
| 2015 | Baeksang Arts Awards     | Melhor Programa de Entretenimento                   | Running Man                 | Indicado  |               |
| 2015 | SBS Entertainment Awards | Prêmio de Melhor Casal                              | Gary & Song Ji-hyo          | Indicado  | [ 8 ]         |
| 2015 | SBS Entertainment Awards | Escolha do Espectador: Melhor Programa de Variedade | Running Man                 | Venceu    | [ 8 ]         |
| 2015 | SBS Entertainment Awards | Prêmio de Excelência - Programa de Variedade        | Ji Suk-jin                  | Venceu    | [ 8 ]         |
| 2015 | SBS Entertainment Awards | Prêmio Top Excelência - Programa de Variedade       | Gary                        | Venceu    | [ 8 ]         |
| 2015 | SBS Entertainment Awards | Prêmio Top Excelência - Programa de Variedade       | Song Ji-hyo                 | Venceu    | [ 8 ]         |
| 2015 | SBS Entertainment Awards | Prêmio de Mais Popular pelo Espectador              | Yoo Jae-suk                 | Venceu    | [ 8 ]         |
| 2015 | SBS Entertainment Awards | Grande Prêmio (Daesang)                             | Yoo Jae-suk                 | Venceu    | [ 8 ]         |
| 2016 | SBS Entertainment Awards | Top Prêmio de Excelência - Programa de variedade    | Lee Kwang-soo               | Venceu    | [ 9 ]         |
| 2016 | SBS Entertainment Awards | Prêmio de Rapaz Irritante                           | Lee Kwang-soo               | Venceu    | [ 9 ]         |
| 2016 | SBS Entertainment Awards | Prêmio Top Excelência - Programa de Variedade       | Haha                        | Indicado  | [ 9 ]         |
| 2016 | SBS Entertainment Awards | Grande Prêmio (Daesang)                             | Yoo Jae-suk                 | Indicado  | [ 9 ]         |
| 2017 | SBS Entertainment Awards | Prêmio Top Excelência - Programa de Variedade       | Ji Suk-jin                  | Venceu    | [ 10 ] [ 11 ] |
| 2017 | SBS Entertainment Awards | Prêmio de Excelência - Programa de Variedade        | Ji Suk-jin                  | Indicado  | [ 10 ] [ 11 ] |
| 2017 | SBS Entertainment Awards | Prêmio de Excelência - Programa de Variedade        | Haha                        | Indicado  | [ 10 ] [ 11 ] |
| 2017 | SBS Entertainment Awards | Prêmio Rookie - categoria variedade                 | Jeon So-min                 | Venceu    | [ 10 ] [ 11 ] |
| 2017 | SBS Entertainment Awards | Prêmio de Estrela Global                            | Running Man                 | Venceu    | [ 10 ] [ 11 ] |
| 2017 | SBS Entertainment Awards | Prêmio de Melhor Casal                              | Lee Kwang-soo & Jeon So-min | Venceu    | [ 10 ] [ 11 ] |